# Wrestling Dontaku (2011)
Wrestling Dontaku 2011 fue la octava edición de Wrestling Dontaku, un evento pago por visión de lucha libre profesional producido por New Japan Pro-Wrestling. Tuvo lugar el 3 de mayo de 2011 desde el Fukuoka Kokusai Center en Fukuoka, Japón.
Fue la tercera edición consecutiva del evento en ser realizada en el Fukuoka Kokusai Center, y la octava en realizarse en la ciudad de Fukuoka, Japón.

## Resultados
- Hiromu Takahashi, Manabu Nakanishi y Tomoaki Honma derrotaron a CHAOS (Gedo, Jado & Killer Rabbit) (4:36).
  - Nakanishi cubrió a Rabbit después de un «Argentine backbreaker».
- Kojima-gun (Taichi & Taka Michinoku) derrotaron a KUSHIDA y Tiger Mask (6:43).
  - Taichi cubrió a KUSHIDA después de un «Black Mephisto».
- CHAOS (Takashi Iizuka, Tomohiro Ishii & Toru Yano) derrotaron a Hiroyoshi Tenzan, King Fale y Wataru Inoue (7:57).
  - Yano cubrió a Fale después de un «Oni Koroshi».
- Jushin Thunder Liger (c) derrotó a Máscara Dorada y retuvo el Campeonato Mundial de Peso Medio del CMLL (10:04).
  - Liger cubrió a Dorada después de un «Brainbuster».
- Apollo 55 (Prince Devitt & Ryusuke Taguchi) (c) derrotaron a No Remorse Corps (Davey Richards & Rocky Romero) y retuvieron el Campeonato Peso Pesado Junior en Parejas de la IWGP (17:41).
  - Devitt cubrió a Romero después de un «Bloody Sunday».
- Bad Intentions (Giant Bernard & Karl Anderson) (c) derrotaron a No Limit (Tetsuya Naito & Yujiro Takahashi) y retuvieron el Campeonato en Parejas de la IWGP (19:49).
  - Bernard cubrió a Naito después de un «Bernard Driver».
- Hirooki Goto & Tama Tonga derrotaron a Takashi Sugiura & Makoto Hashi (9:43)
  - Goto cubrió a Hashi después de un «Shouten Kai».
- Yuji Nagata derrotó a Masato Tanaka (14:53).
  - Nagata cubrió a Tanaka después de un «Backdrop Hold».
- Togi Makabe derrotó a Satoshi Kojima (11:51).
  - Makabe cubrió a Kojima después de un «King Kong Kneedrop».
- Hiroshi Tanahashi (c) derrotó a Shinsuke Nakamura y retuvo el Campeonato Peso Pesado de la IWGP (20:17).
  - Tanahashi cubrió a Nakamura después de un «High Fly Flow».